# Albert Ellis
Pour les articles homonymes, voir Albert Ellis (homonymie) et Ellis.
Albert Ellis, né le 27 septembre 1913 à Pittsburgh et mort le 24 juillet 2007 à New York, est un psychologue américain. Il a fondé la thérapie comportementale émotive rationnelle (TCER). Il est titulaire d'une maîtrise et d'un doctorat en psychologie clinique de l'Université Columbia et a été certifié par l'American Board of Professional Psychology). Il a également fondé l'Institut Albert Ellis, basé à New York, dont il était le président. Il est généralement considéré comme l'un des initiateurs du changement de paradigme révolutionnaire cognitif en psychothérapie et comme l'un des premiers promoteurs et développeurs des thérapies cognitives et comportementales.
D'après une enquête professionnelle menée en 1982 auprès de psychologues américains et canadiens, il est considéré comme le deuxième psychothérapeute le plus influent de l'histoire,. Psychology Today a noté que "aucun individu - pas même Freud lui-même - n'a eu un plus grand impact sur la psychothérapie moderne".

## Biographie

### Jeunesse
Ellis est né à Pittsburgh, en Pennsylvanie, et a grandi dans l'arrondissement du Bronx, à New York.
À l'âge de cinq ans, il a été hospitalisé pour une maladie rénale, ainsi que pour une amygdalite, qui a conduit à une grave infection streptococcique nécessitant une intervention chirurgicale d'urgence. . "La maladie devait suivre Ellis tout au long de sa vie ; à l'âge de 40 ans, il a développé un diabète.
Ellis avait une peur exagérée de parler en public et pendant son adolescence, il était extrêmement timide avec les femmes. À 19 ans, montrant déjà des signes de penser comme un thérapeute cognitivo-comportemental, il s'est forcé à parler à 100 femmes dans les Jardins botaniques du Bronx sur une période d'un mois. Même s'il n'a pas obtenu de rendez-vous, il a déclaré qu'il s'était désensibilisé à sa peur du rejet par les femmes.

### Études et début de carrière
Ellis est entré dans le domaine de la psychologie clinique après avoir obtenu une licence en commerce de ce qui s'appelait alors le City College of New York Downtown en 1934. Il a entamé une brève carrière dans le commerce, suivie d'une autre en tant qu'écrivain. Ces entreprises ont eu lieu pendant la Grande Dépression qui a commencé en 1929, et Ellis a trouvé que les affaires étaient pauvres et n'a pas eu de succès dans la publication de sa fiction. Constatant qu'il pouvait écrire des ouvrages non fictionnels, Ellis a fait des recherches et a écrit sur la sexualité humaine. Ses conseils non professionnels sur ce sujet l'ont convaincu de chercher une nouvelle carrière dans la psychologie clinique.
En 1947, il obtient un doctorat en psychologie clinique à Columbia. À cette époque, Ellis en était venu à croire que la psychanalyse était la forme de thérapie la plus profonde et la plus efficace. Comme la plupart des psychologues de l'époque, il s'intéresse aux théories de Sigmund Freud. Il a cherché à suivre une formation complémentaire en psychanalyse, puis a commencé à pratiquer la psychanalyse classique. La même année, après son doctorat, Albert Ellis se forme à la psychanalyse avec Richard Huelsenbeck lui-même analysé par Hermann Rorschach, un des principaux analystes formateurs de l'Institut Karen-Horne. À cette époque, il enseignait à l'Université de New York, à l'Université Rutgers et à l'Université d'État de Pittsburg et occupait quelques postes de direction. À cette époque, la foi d'Ellis dans la psychanalyse s'effrite progressivement.

### Premières contributions théoriques à la psychothérapie
Karen Horney aurait eu la plus grande part d'influence sur la pensée d'Ellis mais les écrits d'Alfred Adler, d'Erich Fromm et de Harry Stack Sullivan ont également joué un rôle dans l'élaboration de ses modèles psychologiques. Ellis attribue à Alfred Korzybski et son livre, Science and Sanity, la mise sur la voie philosophique qui le conduira à la thérapie rationnelle émotive. Il se reconnaît aussi tributaire de la pensée de l'école philosophique connue sous le nom de stoïcisme, fondée par Zénon de Kition. Ellis reconnaît que sa thérapie n'était "en aucun cas entièrement nouvelle", puisque notamment la "persuasion rationnelle" de Paul Charles Dubois avait préfiguré certains de ses grands principes ; Ellis a déclaré l'avoir lu quelques années après avoir inventé sa thérapie, mais avoir étudié Émile Coué depuis son plus jeune âge.

### Renommée internationale

#### Contributions professionnelles
Bien que nombre de ses idées aient été critiquées dans les années 1950 et 1960 par l'establishment psychothérapeutique, sa réputation s'est considérablement accrue au cours des décennies suivantes. À partir des années 1960, sa notoriété n'a cessé de croître alors que les thérapies cognitivo-comportementales (TCC) gagnaient du terrain sur le plan théorique et scientifique. Dès lors, les TCC sont progressivement devenues l'un des systèmes de psychothérapie les plus populaires dans de nombreux pays, principalement en raison du grand nombre de recherches rigoureusement menées qui ont étayé les travaux de l'école de thérapie cognitive (un élément clé de la famille des TCC) fondée par Aaron T. Beck. À la fin des années 1960, son institut a lancé une revue professionnelle et, au début des années 1970, il a créé "The Living School" pour les enfants âgés de 6 à 13 ans. L'école proposait un programme d'études qui intégrait les principes de RE(B)T. Malgré sa vie relativement courte, les groupes d'intérêt ont généralement exprimé leur satisfaction à l'égard de son programme. De nombreuses écoles de pensée psychologique ont été influencées par Albert Ellis, y compris la thérapie comportementale rationnelle créée par l'un de ses étudiants, Maxie Clarence Maultsby Jr. Ellis a eu un tel impact que dans une enquête de 1982, les psychologues cliniciens et les conseillers américains et canadiens l'ont classé devant Freud lorsqu'on leur a demandé de nommer la figure qui avait exercé l'influence moyenne sur leur domaine. Toujours en 1982, une analyse des revues de psychologie publiées aux États-Unis a révélé qu'Ellis était l'auteur le plus cité après 1957. En 1985, l'APA a remis au Dr Ellis son prix pour "contributions professionnelles distinguées".

#### Contributions publiques
Le travail d'Ellis s'est étendu à d'autres domaines que la psychologie, notamment l'éducation, la politique, les affaires et la philosophie. Il est finalement devenu un commentateur social et un conférencier éminent et conflictuel sur un large éventail de questions. Au cours de sa carrière, il a débattu publiquement avec un grand nombre de personnes qui représentaient des points de vue opposés aux siens, notamment avec le psychologue Nathaniel Branden sur l'objectivisme et le psychiatre Thomas Szasz sur le thème de la maladie mentale. À de nombreuses reprises, il a critiqué des approches psychothérapeutiques opposées et a remis en question certaines doctrines de certains systèmes religieux dogmatiques comme le spiritualisme et le mysticisme.
De 1965 jusqu'à la fin de sa vie, il a dirigé ses célèbres ateliers du vendredi soir, au cours desquels il menait des séances de thérapie avec des volontaires du public. 
Dans les années 1970, il lance ses populaires "chansons humoristiques rationnelles", qui combinent des paroles humoristiques et un message rationnel d'auto-assistance sur un air populaire. 
Jusqu'à ses 90 ans, Ellis a également organisé des ateliers et des séminaires sur la santé mentale et la psychothérapie dans le monde entier.

#### Fin de carrière et décès
Jusqu'à ce qu'il tombe malade à l'âge de 92 ans, en 2006, Ellis travaillait généralement au moins 16 heures par jour, écrivant des livres à la main sur des tablettes juridiques, rendant visite à ses clients et enseignant. À l'occasion de son 90e anniversaire, en 2003, il a reçu des messages de félicitations de personnalités connues telles que le président de l'époque, George W. Bush, les sénateurs new-yorkais Charles Schumer et Hillary Clinton, l'ancien président Bill Clinton, le maire de New York, Michael Bloomberg, et le Dalaï Lama, qui lui a envoyé une écharpe en soie bénie pour l'occasion,. En 2004, Ellis a été atteint de graves problèmes intestinaux, qui l'ont conduit à être hospitalisé et à subir l'ablation de son gros intestin. Il a repris le travail après quelques mois de soins de soutien.
En 2005, il a été démis de toutes ses fonctions professionnelles et du conseil d'administration de son propre institut après un conflit sur les politiques de gestion de l'institut. Ellis a été réintégré au conseil d'administration en janvier 2006 après avoir gagné une procédure civile contre les membres du conseil d'administration qui l'avaient démis. Le 6 juin 2007, des avocats agissant pour Albert Ellis ont intenté un procès contre l'Institut Albert Ellis devant la cour de l'État de New York. La poursuite allègue une violation d'un contrat à long terme avec l'AEI et cherche à récupérer la propriété du 45 East 65th Street par l'imposition d'une fiducie constructoire.
Malgré sa série de problèmes de santé et sa profonde perte d'audition, Ellis n'a jamais cessé de travailler avec l'aide de sa femme, la psychologue australienne Debbie Joffe Ellis. En avril 2006, Ellis a été hospitalisé pour une pneumonie et a passé plus d'un an à faire la navette entre l'hôpital et un établissement de réadaptation. Il est finalement retourné à sa résidence au dernier étage de l'Institut Albert Ellis, où il est mort le 24 juillet 2007, dans les bras de sa femme. Au cours de sa vie, Albert Ellis a écrit et coécrit plus de 80 livres et 1 200 articles (dont huit cents articles scientifiques). Il est décédé à l'âge de 93 ans.
Au cours de ses dernières années, il a travaillé sur son seul manuel universitaire avec son collaborateur de longue date, Mike Abrams, avec qui il a co-écrit 3 livres ainsi que plusieurs articles et chapitres de recherche, dont le manuel Personality Theories : Critical Perspectives.
Lors de la cérémonie d'ouverture de la convention 2013 de l'American Psychological Association, Ellis s'est vu décerner à titre posthume le prix APA pour ses contributions exceptionnelles à la psychologie au cours de sa vie. Il souligne le rôle profond et historique joué dans la vie et l'évolution des domaines de la psychologie et de la psychothérapie.
Dans son éloge d'Albert Ellis, l'ancien président de l'APA, Frank Farley, déclare :
La psychologie n'a connu qu'une poignée de figures légendaires qui non seulement attirent l'attention d'une grande partie de la discipline mais reçoivent également une grande reconnaissance du public pour leurs travaux. Albert Ellis était une telle figure, connue à l'intérieur et à l'extérieur de la psychologie pour sa stupéfiante originalité, ses idées provocantes et sa personnalité provocante. Il a régné sur la pratique de la psychothérapie comme un colosse...

## Travaux

### Approches thérapeutiques

#### Thérapie comportementale et cognitive
En 1954, Ellis forme d'autres thérapeutes à sa méthode, et formalise en 1957 une thérapie cognitivo-comportementale en proposant que le thérapeute aide les patients à adapter leurs pensées et comportement en traitement des troubles psychologiques. Il publie How to Live with a Neurotic (Comment vivre avec un névrosé, non traduit), qui décrit sa méthode. En 1960, Ellis présente une contribution sur son approche au congrès de la Société américaine de psychologie à Chicago. Son approche et ses écrits sont souvent accueillis avec réserve.

#### Thérapie comportementale émotionnelle rationnelle
En 1962, Ellis a publié son premier grand livre sur la thérapie comportementale émotionnelle rationnelle (TCER). La TCER est une psychothérapie active-directive, fondée sur des principes philosophiques et empiriques dont le but est de résoudre les problèmes et les perturbations émotionnels et comportementaux et d'aider les gens à mener une vie plus heureuse et plus satisfaisante. La TCER est considérée comme la première forme de thérapie cognitivo-comportementale (TCC),,. Ellis préconise l'importance de s'accepter simplement parce que l'on est vivant, humain et unique - et de ne pas se donner un jugement global, ni de se laisser influencer par ce que les autres pensent de soi.

#### Réflexion philosophique
Le livre d'Ellis The Road To Tolerance explique les philosophies qui sous-tendent la REBT - en particulier une attitude de tolérance - et les relie à de nombreux mouvements religieux, philosophiques et sociaux.

### Fondation d'un institut
Albert Ellis fonde l'Institute for Rational Living en 1959. En 1968 l'institut est agréé par l'administration universitaire de l'État de New York comme institut de formation et dispensaire psychologique.

### Sexologie
Dans les années 1960, Ellis était considéré comme l'un des fondateurs de la révolution sexuelle américaine. Surtout au début de sa carrière, il était bien connu pour son travail de sexologue et pour ses opinions humanistes libérales, et dans certains champs controversés, sur la sexualité humaine. Il a également travaillé avec le célèbre zoologiste et chercheur en sexualité Alfred Kinsey et a exploré dans un certain nombre de livres et d'articles le thème de la sexualité humaine et de l'amour. Le sexe et les relations amoureuses ont constitué ses intérêts professionnels dès le début de sa carrière. Norman Haire, dans sa préface au livre Sex Beliefs and Customs publié par Ellis en 1952 applaudit le travail de la société pour les préventions des malades vénériennes  tandis qu'il ridiculise son rival, le comité national pour le combat contre la maladie vénérienne qui soutient que les mesures préventives telles que les préservatifs encourageraient le vice : Haire les appelait "la Société pour la prévention de la prévention des maladies vénériennes".
En 1958, Ellis a publié son ouvrage classique Sex Without Guilt qui est devenu célèbre pour son plaidoyer en faveur d'une attitude libérale envers le sexe. Il a contribué au magazine The Realist de Paul Krassner ; parmi ses articles, en 1964, il a écrit "si ceci est une hérésie... La pornographie est-elle nocive pour les enfants ?"
En 1965, Ellis a publié un livre intitulé Homosexuality : Its Causes and Cure qui considère en partie l'homosexualité comme une pathologie et donc un état à guérir. 
En 1973, l'American Psychiatric Association revient sur sa position concernant l'homosexualité en déclarant qu'il ne s'agit pas d'un trouble mental et qu'il n'y a donc pas lieu de la soigner. 
En 1976, Ellis clarifie son point de vue antérieur dans Sex and the Liberated Man en expliquant que certains comportements homosexuels perturbés peuvent faire l'objet d'un traitement mais que, dans la plupart des cas, il ne faut pas tenter de le faire car l'homosexualité n'est pas intrinsèquement bonne ou mauvaise, sauf d'un point de vue religieux. 
Vers la fin de sa vie, en 2001, il a finalement mis à jour et réécrit Sex Without Guilt  et publié sous le titre Sex Without Guilt in the Twenty-First Century. Dans ce livre, il expose et renforce son point de vue humaniste sur l'éthique et la moralité sexuelles et consacre un chapitre sur l'homosexualité pour donner aux homosexuels des conseils et des suggestions sur la manière de mieux apprécier et d'améliorer leur vie sexuelle. Tout en préservant certaines des idées sur la sexualité humaine de l'original, la révision décrit ses opinions humanistes et ses idéaux éthiques ultérieurs tels qu'ils ont évolué dans son travail universitaire et sa pratique.

### Autobiographie
La plupart des livres qu'Ellis a écrits après avoir inventé la REBT comportaient un fort élément autobiographique. Il a utilisé des anecdotes tirées de sa vie personnelle pour expliquer comment les idées de la REBT lui sont venues à l'esprit et comment elles l'ont aidé à faire face à des problèmes personnels tels que la timidité, la colère et la maladie chronique,,. Il a également utilisé des anecdotes tirées de sessions de clients pour illustrer le fonctionnement de sa thérapie,. Deux des derniers livres d'Ellis étaient explicitement autobiographiques. Dans Rational-Emotive Behavior Therapy : It Works for Me et It Can Work for You raconte ses débuts et ses crises avec une franchise inhabituelle. Il illustre la façon dont il a traité ses problèmes, d'abord par la philosophie, puis par l'application de ses nouvelles compétences et connaissances thérapeutiques. Son ouvrage Tous dehors ! An Autobiography, publié après sa mort, est un récit plus traditionnel de sa vie et de son œuvre (bien qu'il se veuille également une histoire inspirante de l'utilisation de la pensée rationnelle dans l'auto-assistance).

## Religion
Dans la version originale de son livre Sex Without Guilt, Ellis exprime l'opinion que les restrictions religieuses à l'expression sexuelle sont souvent inutiles et nuisibles à la santé émotionnelle. Il est également célèbre pour avoir débattu avec des psychologues religieux, dont Orval Hobart Mowrer et Allen Bergin, de la proposition selon laquelle la religion contribue souvent à la détresse psychologique. En raison de son adhésion franche à un humanisme non théiste, il a été reconnu en 1971 comme l'humaniste de l'année par l'American Humanist Association. 
En 2003, il était l'un des signataires du Manifeste humaniste. Ellis s'est plus récemment décrit comme un athée probabiliste, ce qui signifie que, tout en reconnaissant qu'il ne pouvait pas être complètement certain qu'il n'y a pas de dieu, il croyait que la probabilité qu'un dieu existe était si faible qu'elle ne valait pas la peine qu'on s'y attarde.
Si l'athéisme et l'humanisme personnels d'Ellis sont restés constants, son point de vue sur le rôle de la religion dans la santé mentale a évolué au fil du temps. Dans ses premiers commentaires prononcés lors de conventions et dans son institut à New York, Ellis déclarait ouvertement et souvent avec une expression acerbe caractéristique que les croyances et les pratiques religieuses dévotes étaient nuisibles à la santé mentale. Dans "The Case Against Religiosity", un pamphlet publié en 1980 par son institut de New York, il propose une définition idiosyncratique de la religiosité comme toute croyance dévote, dogmatique et exigeante. Il note que les codes religieux et les individus religieux manifestent souvent la religiosité, mais il ajoute que la religiosité dévote et exigeante est également évidente chez de nombreux psychothérapeutes et psychanalystes orthodoxes, des croyants politiques fervents et des athées agressifs.
Ellis a pris soin d'affirmer que la REBT était indépendante de son athéisme, notant que de nombreux praticiens compétents de la REBT sont religieux, y compris certains qui sont des ministres ordonnés. À la fin de sa vie, il a considérablement atténué son opposition à la religion. Bien qu'Ellis ait maintenu sa position athée ferme, proposant que l'athéisme réfléchi et probabiliste était probablement l'approche de la vie la plus saine sur le plan émotionnel, il a reconnu et approuvé les résultats d'enquêtes suggérant que la croyance en un Dieu aimant peut également être psychologiquement saine. Sur la base de cette approche ultérieure de la religion, il a reformulé son point de vue professionnel et personnel dans l'un de ses derniers livres, The Road to Tolerance, et il a également co-écrit un livre, Counseling and Psychotherapy with Religious Persons : A Rational Emotive Behavior Therapy Approach, avec deux psychologues religieux, Stevan Lars Nielsen et W. Brad Johnson, décrivant les principes d'intégration du matériel et des croyances religieuses avec la REBT pendant le traitement des clients religieux.

## Distinction
- 2003 : prix de l'Association for Rational Emotive Behaviour Therapy (association britannique pour la thérapie rationnelle-émotive) pour la mise au point et le développement de sa méthode.

## Critiques
Dans sa note nécrologique parue dans le journal britannique The Guardian, il est rapporté que certains membres de l'establishment psychothérapeutique l'ont accusé d'avoir mal interprété Freud et ont exigé des preuves de ses affirmations. Il a été noté que d'autres, comme Aaron T. Beck, avaient mené des tests plus rigoureux qu'Ellis.
Ellis a souvent été critiqué pour son langage et son comportement agressif, comme lors de son débat avec Nathaniel Branden, adepte d'Ayn Rand.

## Publications récentes
- Sex Without Guilt in the 21st Century. Barricade Books, 2003.
- Dating, Mating, and Relating. How to Build a Healthy Relationship, with Robert A. Harper. Citadel Press Books, 2003.
- Rational Emotive Behavior Therapy: It Works For Me—It Can Work For You. Prometheus Books, 2004.
- The Road to Tolerance: The Philosophy of Rational Emotive Behavior Therapy. Prometheus Books, 2004.
- The Myth of Self-Esteem. Prometheus Books, 2005.
- Rational Emotive Behavior Therapy: A Therapist's Guide (2nd Edition), with Catharine MacLaren. Impact Publishers, 2005.
- Rational Emotive Behavioral Approaches to Childhood Disorders • Theory, Practice and Research second Edition. With Michael E. Bernard (Eds.). Springer SBM, 2006.  Personality Theories: Critical Perspectives, with Mike Abrams, PhD, and Lidia Abrams, PhD. New York: Sage Press, 7/2008. (Ce livre est son travail final, publié à titre posthume).
- Are Capitalism, Objectivism, And Libertarianism Religions? Yes!: Greenspan And Ayn Rand Debunked. CreateSpace Independent Publishing Platform, 2007.
- All Out!. Prometheus Books, 2009.
- Rational Emotive Behavior Therapy, American Psychological Association.